# گروه سانتاندر
گروه سانتاندر (به انگلیسی: Santander Group) گروه بانکداری اسپانیایی است، که با مرکزیت بانک سانتاندر، به‌عنوان بزرگ‌ترین بانک منطقه یورو شناخته می‌شود و یکی از بزرگ‌ترین بانک‌های جهان از نظر میزان ارزش بازار سرمایه به‌شمار می‌آید. شعبه مرکزی گروه سانتاندر در شهر سانتاندر، استان کانتابریا، اسپانیا قرار دارد.
بانک سانتاندر در سال ۱۸۵۷ فعالیت خود را آغاز نمود. در آوریل ۲۰۱۳ با توجه به رتبه‌بندی انجام شده توسط مجله اقتصادی فوربز، گروه سانتاندر در فهرست فوربز جهانی ۲۰۰۰ رتبه ۴۳ از بزرگ‌ترین شرکت‌های جهان را به خود اختصاص داد. بخشی از سهام بانک سانتاندر در بازارهای بورس نیویورک، بورس مادرید، بورس ایتالیا، بورس یورونکست و بورس لندن معامله می‌شود.

## تاریخچه

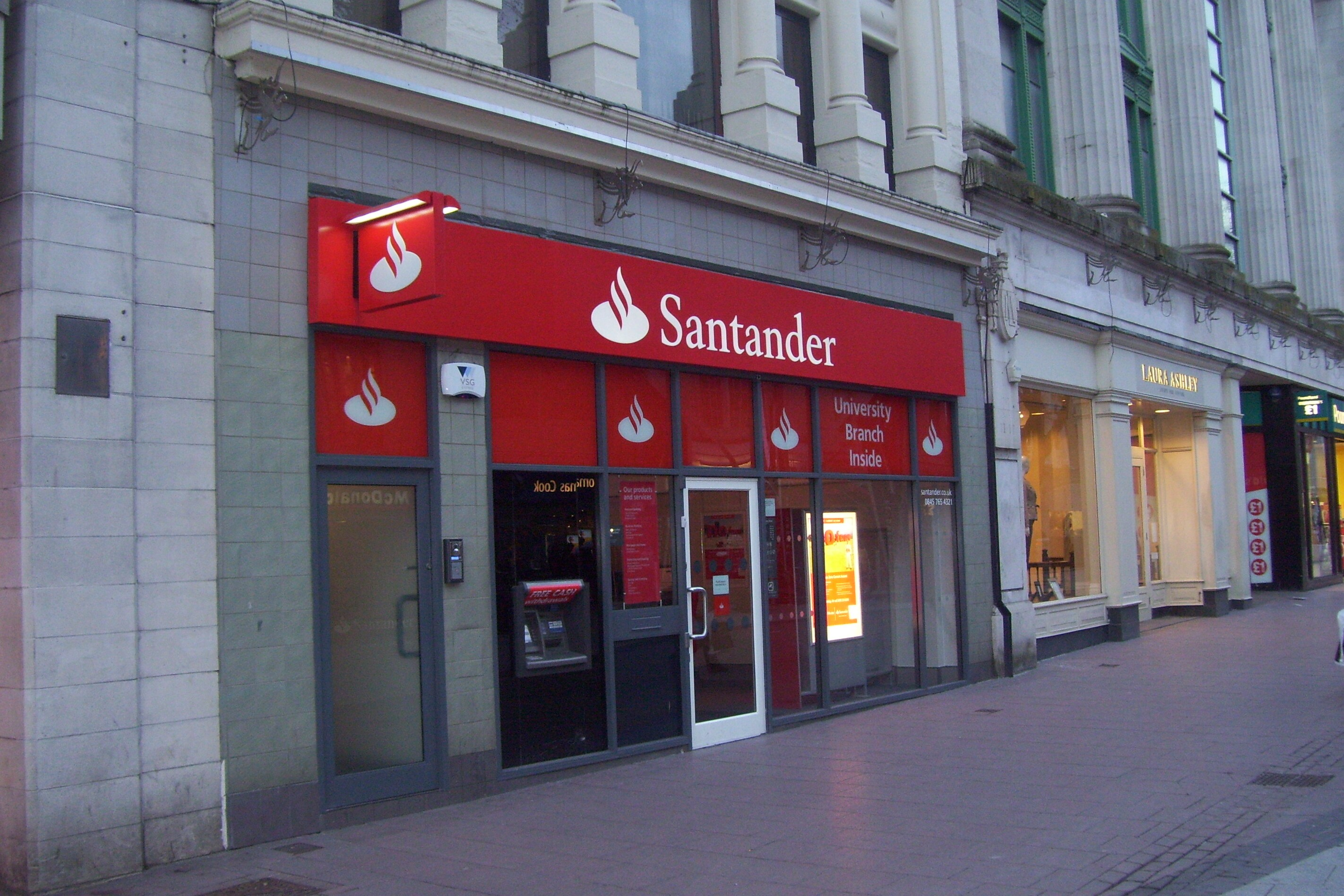
شعبه‌ای از بانک سانتاندر در کاردیف

### از ۱۸۵۷ تا ۱۹۰۰
تاریخ بانک سانتاندر از ۱۵ مه ۱۸۵۷ زمانی که ملکه ایزابل دوم طی امضای حکم سلطنتی، اختیار کامل شرکت را به بنیان‌گذاران آن اعطا نمود، آغاز گردید. از همان ابتدا این بانک برای فعالیت در جهان خارجی برنامه‌ریزی شده بود و داد و ستد را میان بندر سانتاندر در اسپانیا و آمریکای لاتین انجام می‌داد.

### از ۱۹۰۰ تا ۱۹۲۰
در فاصله سال‌های ۱۹۰۰ تا ۱۹۱۹ اندازه ترازنامه این بانک ۲ برابر شد و سرمایه‌اش به ۱۰ میلیون پزتا (پزتا در بین سال‌های ۱۸۶۹ تا ۲۰۰۲ واحد پول اسپانیا بوده و ۵ پزتا برابر با ۱ پزو بود) افزایش یافت.
در طول سال‌های بعد این بانک دارایی‌های خود را افزایش داد و سود سالیانه‌اش را برای سال ۱۹۱۷ نیم میلیون پزتا اعلام نمود و به دلیل میزان درآمد، بالاترین جایگاه را در تأمین مالی اسپانیا کسب کرد. در طول این مدت ۳ بانک دیگر نیز به نام‌های هیسپانو امریکانو (تأسیس: ۱۹۰۰)، اسپانیول دی کردیتو (تأسیس: ۱۹۰۲) و سنترال (تأسیس: ۱۹۱۹) در اسپانیا گشایش یافتند، که بسیار زودتر از موعد با سانتاندر ادغام شدند.

### از ۱۹۲۰ تا ۱۹۳۹
در سال ۱۹۲۰ اولین رئیس تمام وقت بانک به‌نام امیلیو بوتین لوپز منصوب گردید. سال‌های ۱۹۲۰ تا ۱۹۳۹ برای سانتاندر بسیار حیاتی بودند، زیرا در این سال‌ها محل دفتر مرکزی خود را تغییر داد و بانک تورلاوگا را بنیان نهاد و مدرن‌ترین شبکه بانکی را در همان استان و خارج از آن راه‌اندازی نمود. نخستین شعبه بانک سانتاندر در آمریکای لاتین در سال ۱۹۳۷ تحت نام بانکو سانتاندر-شیلی در شهر سانتیاگو تأسیس شد.

### از ۱۹۳۹ تا ۱۹۵۷
در سال ۱۹۴۳ بوتین لوپز شروع به گسترش اندازه و شعبه‌های بانک به سراسر اسپانیا نمود و این کار با اکتساب ۶۰ بانک بزرگ داخلی آغاز شد. در سال ۱۹۴۲ سانتاندر، بانک کوچک دی‌آویلا را خریداری کرد، که با این کار ردپایی از خود در مادرید به وجود آورد.
در سال ۱۹۴۷ اولین دفتر رسمی منطقه‌ای بانک، در کشورهای آمریکایی و در هاوانا، کوبا گشایش یافت و پس از آن در کشورهای دیگری مانند آرژانتین، مکزیک و ونزوئلا نیز دفاتری افتتاح شدند. پس از آن، سازمان در لندن نیز دفتر رسمی دائر کرد و در سال ۱۹۵۶ دپارتمان اصلی بانک در آمریکای لاتین راه‌اندازی شد.

### از ۱۹۵۷ تا ۱۹۹۵

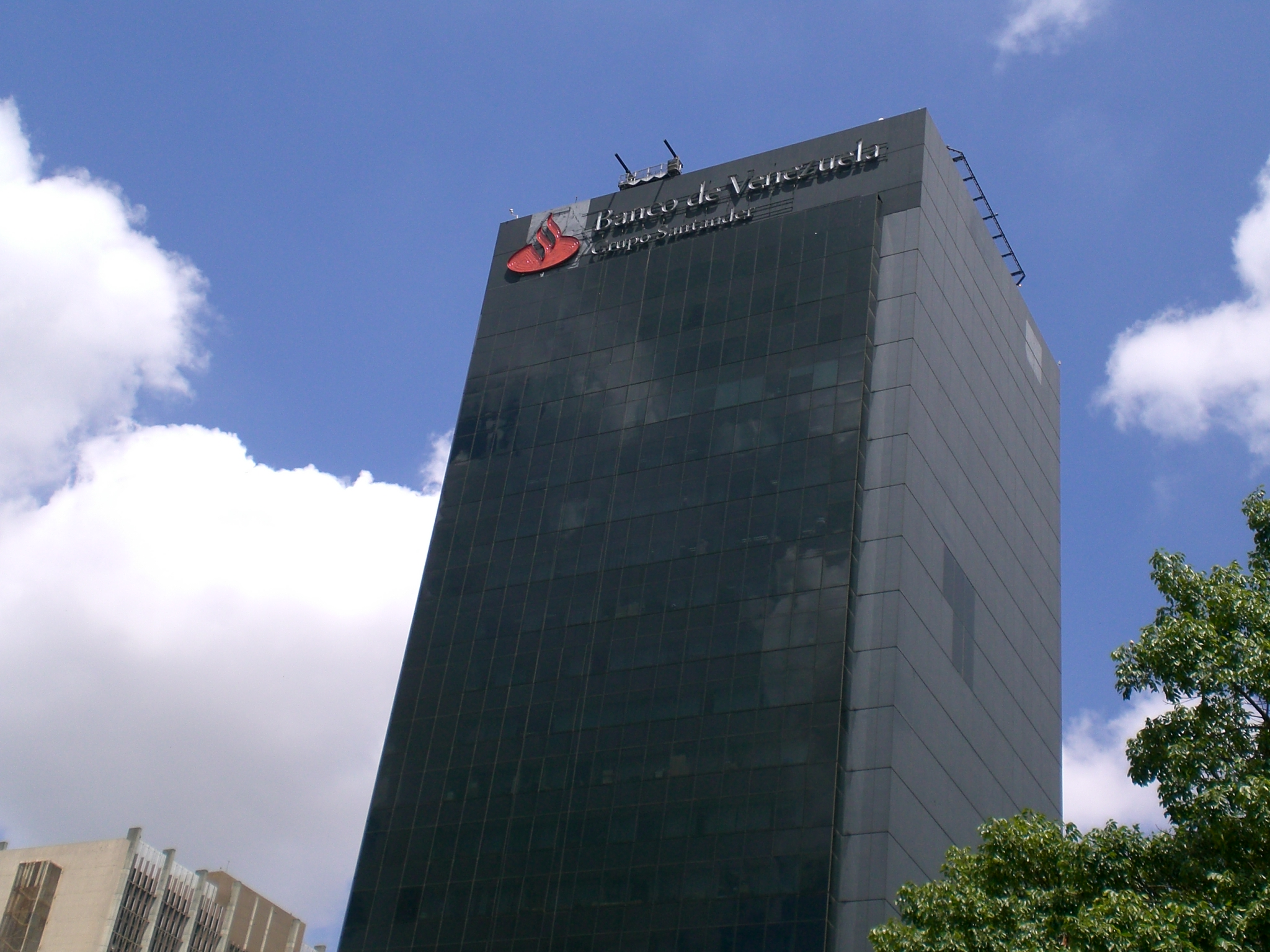
ساختمان اداری گروه سانتاندر، در شهر کاراکاس، ونزوئلا

در سال ۱۹۵۷ زمانی که جشن ۱۰۰ سالگی بانکو سانتاندر برپا شد، توانست رتبه ۷ را در تأمین مالی اسپانیا از آن خود نماید. در اوایل دهه ۱۹۸۰ میلادی و در سال ۱۹۸۲ شعبه گروه سانتاندر، در کشور برزیل و در شهر اوزاسکو، تحت نام سانتاندر برزیل راه‌اندازی شد.
در اواخر دهه ۱۹۸۰ سانتاندر حضور خود را در اروپا با تصاحب سی‌سی-بانک در آلمان که بانکی با سه دهه تجربه در چرخه بازار مالی بود، قدرت بخشید.

### از ۱۹۹۵ تا ۲۰۰۵
در سال ۱۹۹۵ مرحله دوم گسترش در آمریکای لاتین آغاز گردید و به بانک اجازه داد، تا فعالیت‌های خود را در کشورهای آرژانتین، برزیل، کلمبیا، مکزیک، پرو و ونزوئلا افرایش دهد.
در سال ۱۹۹۹ بانک سانتاندر، پیش‌کسوت بانکداری ادغامی در اروپا و با ارز یورو بود و این آغاز کار بزرگ‌ترین مکان تأمین مالی در اسپانیا و رهبری بازار در آمریکای لاتین بود.
در سال ۲۰۰۰ این گروه با چند گروه مالی بزرگ در شیلی، مکزیک و برزیل برای تشکیل بزرگ‌ترین صاحب امتیاز در آمریکای لاتین ادغام شد.

### از ۲۰۰۵ تا ۲۰۱۳
در سال ۲۰۰۵ سانتاندر اجازه یافت که ۱۹٫۸٪ درصد از سهام ساورین بانکورپ را که هجدهمین بانک بزرگ در ایالات متحده آمریکا بود، از آن خود نماید. در سال ۲۰۰۷ سانتاندر ۱۵۰امین سالگرد تأسیس خود را به عنوان دوازدهمین بانک بزرگ جهان از نظر ارزش بازار سرمایه، هفتمین از نظر میزان سود خالص و بانکی با بیشترین گسترش شعب (۱۰٬۸۵۲ شعبه) در جهان، جشن گرفت.
در سال ۲۰۰۸ بانکو سانتاندر به گسترش خود ادامه داد و اکتسابات استراتژیکی را در بازار بریتانیا انجام داد، با خریداری و ادغام شرکت‌های آلیانس اند لیسستر و بردفورد اند بینگلی، این بانک اقدام به افزایش تعداد شعب خود، به ۱٫۳۰۰ شعبه نمود، که این بانک را به سومین بانک بزرگ بریتانیا تبدیل کرد. در همین سال، گروه سانتاندر با سود ۸٬۸۷۶ میلیون یورو، سومین بانک بزرگ جهان، از نظر میزان سود شناخته شد. در سال ۲۰۰۹ سانتاندر با اکتساب بانک ساورین؛ با ۷۲۲ شعبه در شمال شرقی آمریکا، به بازار بانکداری ایالات متحده آمریکا نیز وارد شد.
این گروه، عملیات زیادی را در آمریکای لاتین انجام می‌دهد و برند اغلب شرکت‌های فرعی خود را تغییر داده‌است. گروه سانتاندر هم‌اکنون بیش از ۱۸۶ هزار کارمند، ۱۰۲ میلیون مشتری، ۳٫۲۶ میلیون سهام‌دار دارد و بانکداری خرد که فعالیت اصلی آن است ۸۲٪ درصد از سود گروه را تأمین می‌نماید.
در حال حاضر گروه سانتاندر از تیم فراری در مسابقات فرمول یک و جام لیبرتادورس (کلوب رقابت‌های بین‌المللی فوتبال که در سال ۱۹۶۰ افتتاح شده‌است) و نیز رقابت‌های فوتبال اسپانیا (لالیگا) حمایت می‌نماید. سانتاندر جستجوی ثابتی را برای یافتن نیازهای جدید مشتریان و ارائه آن‌ها به کار می‌برد و در تلاش است بتواند گردش مالی بالاتری نسبت به سایر شرکت‌ها داشته باشد.
در این سازمان، تمرکز زیادی روی مشتری وجود دارد و فعالیتی دائمی برای افزایش تعداد مشتریان، پاسخ دادن به نیازهای آنان و ارتباط با آنها، از طریق گسترش محصولات مالی و خدمات، در حال انجام است.
بانک سانتاندر در پایان سال مالی ۲۰۱۲ دارای درآمدی معادل ۴۳ میلیارد یورو، سود عملیاتی ۲۳٫۵۶ میلیارد یورو، سود خالص ۲٫۲۰۵ میلیارد یورو، مجموع دارایی شرکت ۱٫۲۶۹ تریلیون یورو و حقوق صاحبان سهام آن، معادل ۸۰٫۹۱ میلیارد یورو بوده و بیش از ۱۸۶٫۰۰۰ نفر کارمند داشته‌است.

## عملیات

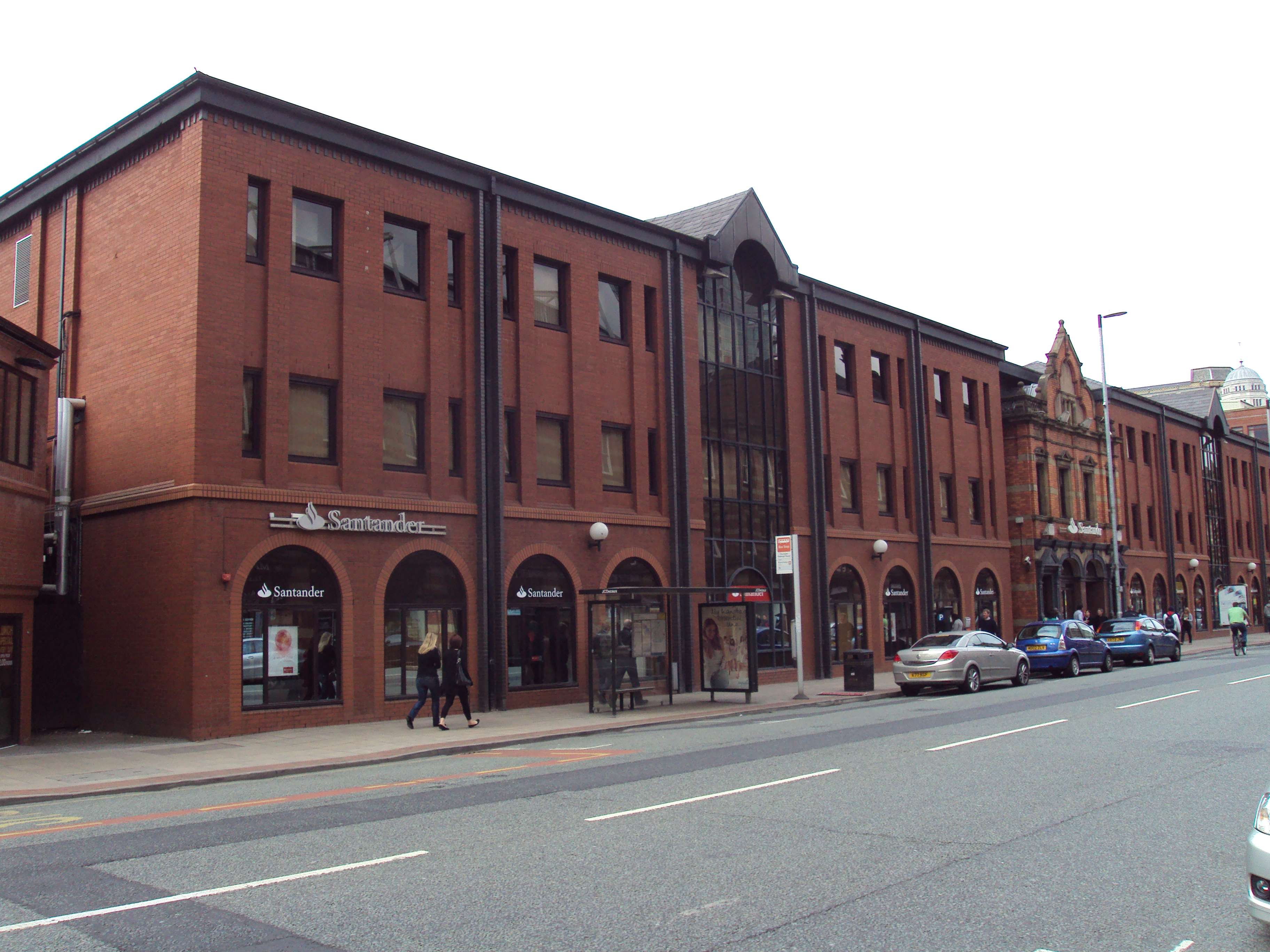
ساختمان اداری گروه سانتاندر، در شهر منچستر

گروه سانتاندر طیف وسیعی از خدمات مالی و بانکداری را در سرتاسر اروپا، آمریکای لاتین، آمریکای شمالی و آسیا عرضه می‌دارد. این خدمات شامل بانکداری خرد، بانکداری شرکتی، بانکداری اختصاصی، مدیریت سرمایه‌گذاری و بانکداری سرمایه‌گذاری می‌باشد. این مؤسسه همچنین به ارائه انواع خدمات بیمه نیز اشتغال دارد.
تمرکز اصلی این گروه بر کشورهای آمریکای لاتین می‌باشد و برند اغلب شرکت‌های فرعی خود در آمریکای لاتین را، به سانتاندر تغییر داده‌است. شعبه شیلی گروه سانتاندر، بانکو سانتاندر-شیلی نام دارد و در سال ۲۰۱۲ درآمدی بالغ بر ۲٫۱ میلیارد دلار و مجموع دارایی آن بیش از ۵۱٫۶ میلیارد دلار برآورد شده‌است.
بانکو سانتاندر-شیلی که در سال ۱۹۳۷ راه‌اندازی شد، در حال حاضر با در اختیار داشتن شبکه‌ای از ۵۰۴ شعبه بانک، مالک بزرگ‌ترین شبکه بانکی شیلی و در مجموع، پس از بانکو دی شیلی در رتبه دوم از بزرگ‌ترین بانک‌های شیلی قرار دارد.
در برزیل شعبه این گروه بنام سانتاندر برزیل هم‌اکنون مالک شبکه‌ای از ۳٫۶۹۶ شعبه بانک و ۱۸٫۳۱۲ دستگاه خودپرداز است و دارای بیش از ۹ میلیون مشتری بوده، که پس از ایتاو یونی‌بانکو، بانکو دو برزیل، بانکو برادسکو و کاشابانک در رتبه پنجم از بزرگ‌ترین بانک‌های برزیل قرار دارد. در سال مالی ۲۰۱۲ درآمدی بالغ بر ۲۷ میلیارد دلار، کسب نموده و مجموع دارایی‌های آن، ۲۱۱ میلیارد دلار و شمار کارکنانش بیش از ۵۴ هزار نفر اعلام شده‌است.
گروه سانتاندر در مجموع بیش از ۱۰۲ میلیون مشتری، ۳٫۲۶ میلیون سهام‌دار دارد، شمار کارکنان گروه سانتاندر در سال ۲۰۱۲ بالغ بر ۱۸۶ هزار نفر اعلام گردید، که در ۱۴٫۳۹۲ شعبه بانکو سانتاندر در سراسر جهان فعالیت می‌نمایند. بانکداری خرد که فعالیت اصلی آن است ۷۴٪ درصد از سود گروه را تأمین می‌نماید.

## بازار بورس
سهام شرکت خدمات مالی گروه سانتاندر، در معتبرترین بازارهای بورس اوراق بهادار اروپا و جهان، معامله می‌شود، که عبارتند از:
- بورس مادرید
- بورس لندن
- بورس سائوپائولو
- ان‌وای‌اس‌ای یورونکست
- بورس یورونکست
- بازار بورس نیویورک
- بورس ایتالیا

## حمایت‌های مالی

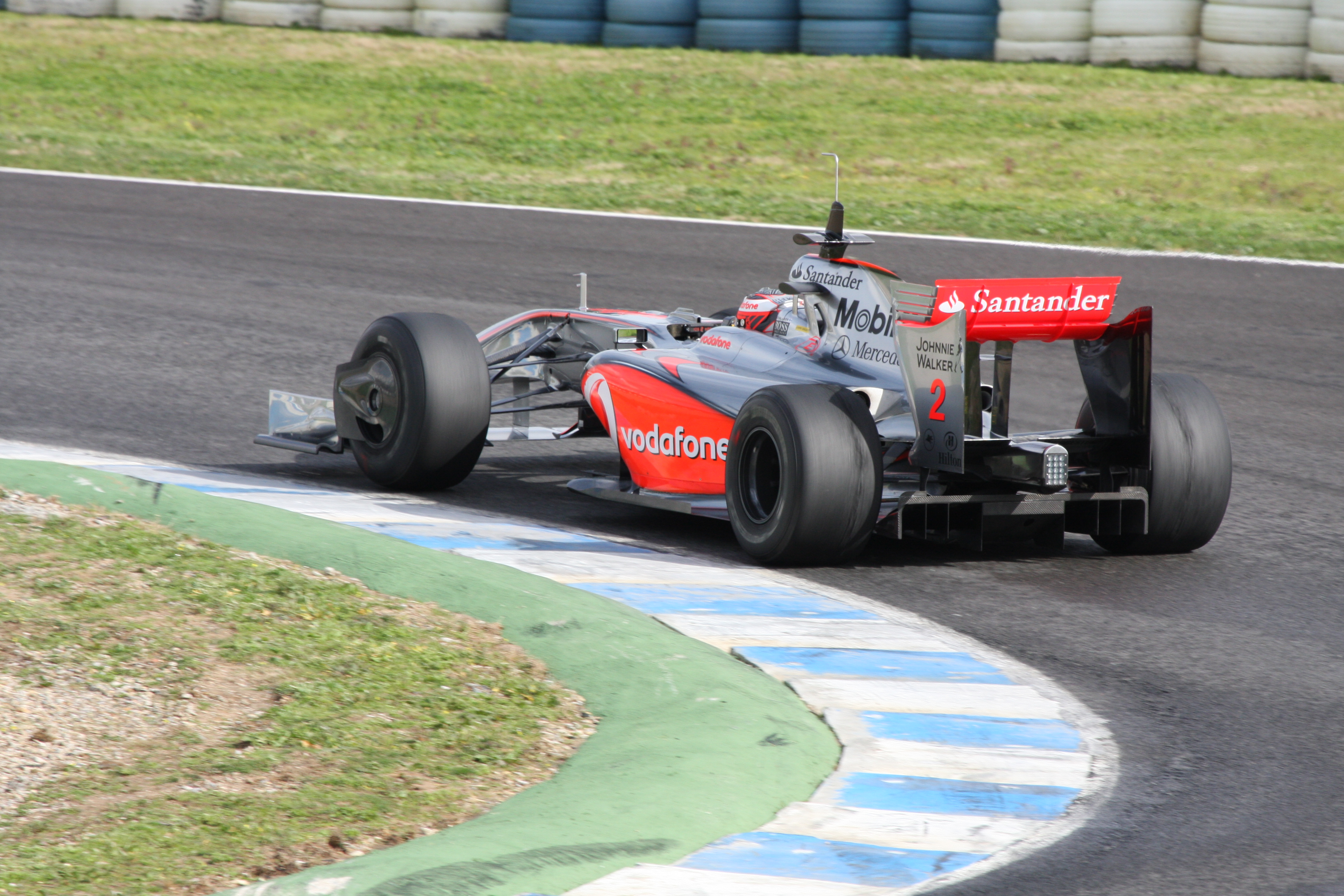
مک‌لارن ام‌پی۴–۲۴ فرمول یک، با برند سانتاندر

گروه سانتاندر حامی مالی تیم‌های اسکودریا فراری و مک‌لارن در مسابقات اتومبیل‌رانی فرمول یک می‌باشد.
این شرکت همچنین یکی از اسپانسرهای اصلی در مسابقات فوتبال جام لیبرتادورس، کوپا سودآمریکانا (که نام کامل آن؛ کوپا توتال سودآمریکانا می‌باشد) و ریکوپا سودآمریکانا (که نام کامل آن؛ ریکوپا سانتاندر سودآمریکانا می‌باشد) محسوب می‌شود.

## برنارد میداف
در جریان سقوط بازارهای مالی در سال ۲۰۰۸ در پی آشکار شدن بحران مالی ۲۰۱۲–۲۰۰۷ زمانی که تعدادی از مشتریان یکی از شرکت‌های سرمایه‌گذاری وال استریت بنام شرکت میداف اینوستمنت سکیوریتیز تصمیم گرفتند، اصل سرمایه خود را دریافت کنند، کلاهبرداری برنارد میداف برملا شد و کمیسیون بورس و اوراق بهادار آمریکا میزان این کلاهبرداری را بالغ بر ۵۰ میلیارد دلار اعلام نمود. این بزرگ‌ترین کلاهبرداری مالی جهان بوده، که توسط تنها یک نفر انجام می‌شد.
میداف در دسامبر ۲۰۰۸ توسط اف‌بی‌آی دستگیر و مورد بازجویی قرار گرفت. از جمله مشتریانش چند بانک مانند نتیکسیز و سوسیته ژنرال که به خاطر نداشتن نقدینگی، تا مرز ورشکستگی پیش رفتند. در این میان، بانک سانتاندر نیز در حدود ۲٫۳۳ میلیارد یورو در ترفند پونزی میداف از دست داد.

## زیرمجموعه‌ها

### سانتاندر بانک
سانتاندر بانک، (به انگلیسی: Santander Bank) گروه بانکداری اسپانیایی است، که به‌عنوان زیرمجموعه‌ای از بانک اسپانیایی سانتاندر گروپ، در ایالات متحده آمریکا، در زمینه ارائه خدمات بانکداری خرد، کارت‌های اعتباری، وام مسکن، مدیریت سرمایه‌گذاری، مدیریت ثروت و نیز ارائه خدمات بیمه فعالیت می‌نماید.
سانتاندر بانک در سال ۱۹۹۹ با خریداری ساورین بانک، توسط گروه سانتاندر، راه‌اندازی شد و در حال حاضر دارای شبکه‌ای از ۷۲۳ شعبه بانک و ۲٫۳۰۰ دستگاه خودپرداز در شمال‌شرقی ایالات متحده آمریکا متمرکز می‌باشد. مجموع دارایی‌های این بانک در سال ۲۰۱۳ بالغ بر ۷۷ میلیارد دلار برآورد گردید. شعبه مرکزی این بانک در شهر بوستون، ماساچوست، ایالات متحده آمریکا قرار دارد.

### سانتاندر برزیل
سانتاندر برزیل، (به پرتغالی: Santander Brasil) شرکت خدمات مالی و بانکداری برزیلی است، که به‌عنوان شعبه آمریکای لاتین سانتاندر گروپ فعالیت می‌کند.
سانتاندر برزیل در سال ۱۹۸۲ راه‌اندازی شد و امروزه با در اختیار داشتن شبکه‌ای از ۳٫۶۹۶ شعبه بانکی و ۱۸٫۳۱۲ دستگاه خودپرداز، دارای بیش از ۹ میلیون مشتری، پس از ایتاو یونی‌بانکو، بانکو دو برزیل، بانکو برادسکو و کاشابانک در رتبه پنجم از بزرگ‌ترین بانک‌های برزیل قرار دارد.
شعبه مرکزی این بانک در شهر اوزاسکو، برزیل قرار دارد و سهام آن در بازار بورس نیویورک، بورس مادرید و بورس سائوپائولو دادوستد می‌شود.

### بانکو سانتاندر-شیلی
بانکو سانتاندر-شیلی، (به اسپانیایی: Banco Santander-Chile) شرکت خدمات مالی و بانکداری مستقر در شیلی است، که شعبه‌ای از گروه بانکداری اسپانیایی سانتاندر گروپ به‌شمار می‌آید.
فعالیت‌های این بانک در حوزه‌های بانکداری خرد، بانکداری شرکتی، مدیریت سرمایه‌گذاری بانکداری سرمایه‌گذاری و خدمات بیمه متمرکز می‌باشد.
بانکو سانتاندر شیلی در سال ۱۹۳۷ راه‌اندازی شد و در حال حاضر با در اختیار داشتن شبکه‌ای از ۵۰۴ شعبه بانک، مالک بزرگ‌ترین شبکه بانکی شیلی و در مجموع، پس از بانکو دی شیلی در رتبه دوم از بزرگ‌ترین بانک‌های شیلی قرار دارد.
شعبه مرکزی این بانک در شهر سانتیاگو، شیلی قرار دارد و سهام آن در بازار بورس نیویورک، بورس مادرید و بورس اوراق بهادار سانتیاگو معامله می‌شود.